# 熱帶性低氣壓WP182013
熱帶性低氣壓WP182013是2013年太平洋颱風季第18個獲聯合颱風警報中心升為熱帶性低氣壓的熱帶氣旋。該系統在9月16日於越南河內東南方的南海被升格為熱帶性低氣壓，隨後在2日內快速發展。越南中央水文氣象預報中心在其發展期間獨自將其升格為當年越南第8號熱帶風暴。此系統在9月中旬影響越南、寮國、泰國，并在越南引發洪災，越南的鄰國寮國亦因嚴重洪災造成1萬棟房屋受損，損失高達6100萬美元。

## 氣象歷史
日本氣象廳與越南中央水文氣象預報中心在9月16日指出，在河內市東南方約1000公里之南海海面上，有一個熱帶性低氣壓在低垂直風切之處生成。翌日，該熱帶性低氣壓逐漸向西移動，越南中央水文氣象預報中心認為此熱帶性低氣壓增強，將其升格為該國第8號熱帶風暴，聯合颱風警報中心在同日對該系統於1日內形成熱帶氣旋的機會評為「高」，並同步發出熱帶氣旋形成警報
9月18日，聯合颱風警報中心表示，此系統已開始建立低層環流中心，認為其已增強為熱帶性低氣壓並給予編號「18W」。此系統在當日沿著副熱帶高壓脊線南側邊緣向西移動，最終在越南峴港登陸，隨後聯合颱風警報中心對其發布最終警報。18日後的數天內，該系統經過越南、寮國及泰國，最終觀測到此系統於9月21日在泰國碧差汶府消散。

## 影響
時任越南副總理黃忠海在9月17日下令要求中央防洪中心、全國搜救委員會為即將侵襲越南的熱帶系統進行準備，要求有關部門檢查水壩及水庫的安全，並指示地方政府與邊防軍疏散位在廣平省及富安省等地的民眾往高處避難。
此系統登陸越南後，造成許多影響。承天順化省與廣南省受到中大雨及土石流的影響；慶和省、乂安省和西北部高地受到暴雨所造成的洪水破壞，造成10人死亡，12人失蹤，6人受傷；多樂省在此次災情中遭受最嚴重的人員與財產損失，共有5人死亡與7人失蹤，亦造成超過2000戶民房被淹，其中在亞蘇縣共有2100戶家庭被緊急安置，並有數千公頃的農作毀損。
此熱帶性低氣壓侵襲時，於河靜省一帶誘發龍捲風，造成當地損失逾5億越南盾。此外，該熱帶性低氣壓在乂安省及承天順化省分別造成逾3920億及逾19億越南盾的損失。據報導，此熱帶性低氣壓在寮國境內造成嚴重洪災，至少有1萬棟房屋毀損，總經濟損失超過6100萬美元，亦造成泰國東北部、中部及東部地區強降雨的發生，並造成泰國多處山洪暴發。

## 外部連結
- （英文）美國聯合颱風警報中心：18W最佳路徑數據 （页面存档备份，存于）
- （英文）美國美國海軍研究實驗室：18W觀測資料 （页面存档备份，存于）